# Sidétique

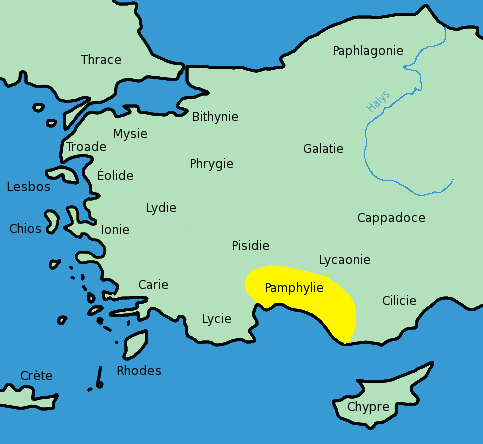
Pamphylie

Le sidétique est une langue de la famille indo-européenne, de la branche des langues anatoliennes, du IIIe siècle av. J.-C., très mal connue (par seulement six inscriptions), et parlée dans l'ancienne Pamphylie sur le golfe d'Antalya (actuellement en Turquie).
Le nom actuel de cette langue provient de la ville de Sidé ; on ignore le nom que lui donnaient ses locuteurs.